# Rubus vikensis
Rubus vikensis is een plant uit het geslacht Rubus (braam), sectie Corylifolii, die endemisch is in Skåne en Halland in Zuid-Zweden. 
De plant werd pas in 2008 als aparte soort beschreven, vooral omwille van het beperkte verschil met de eveneens in Zweden voorkomende braamsoorten Rubus tiliaster en Rubus norvegicus. 

## Naamgeving enetymologie
- Zweeds: Vikenbjörnbär

De botanische naam Rubus is afgeleid van het Latijnse ruber (rood). De soortaanduiding vikensis verwijst naar de oorspronkelijke vindplaats Viken.

## Kenmerken
Rubus vikensis is een robuuste, tot 1,5 m hoge, meerjarige, struikachtige plant.  De bladeren zijn hartvormig, met spitse top, aan de onderzijde viltig behaard. De bloemen zijn lichtroze. De vruchten zijn dof gekleurd.
Ze kan onderscheiden worden van de gewone braam (Rubus fruticosus) door de bredere kroonblaadjes, bredere steunblaadjes en matte vruchten.

## Habitaten verspreiding
Rubus vikensis heeft net als de meeste braamsoorten een voorkeur voor bermen, boszomen en ruigtes.
Het is een endemische soort voor het zuidwesten van Zweden, waar ze aangetroffen wordt in de landschappen Skåne en Halland en op het schiereiland Onsala.
... · 
R. armeniacus (dijkviltbraam) · 
R. caesius (dauwbraam) · 
R. canduliger (lichtende viltbraam) · 
R. chamaemorus (kruipbraam) · 
R. corylifolius (hazelaarbraam) · 
R. ferocior (rode bermbraam) · 
R. foliosus (bladhumusbraam) · 
R. griesiae (duimstruweelbraam) · 
R. idaeus (framboos) · 
R. laciniatus (peterseliebraam) · 
R. loganobaccus × laciniatus × idaeus (boysenbes) · 
R. odoratus (roodbloeiende framboos) · 
R. phoenicolasius (Japanse wijnbes) · 
R. plicatus (geplooide stokbraam) · 
R. saxatilis (steenbraam) · 
R. sect. Rubus (zwarte braam) · 
R. spectabilis (prachtframboos) · 
R. sprengelii (rode grondbraam) · 
R. ulmifolius (koebraam) · 
R. ×loganobaccus (loganbes) · 
R. vikensis · 
...